# Patna
För andra betydelser, se Patna (olika betydelser).
Patna är huvudstaden i den indiska delstaten Bihar och är centralort i ett distrikt med samma namn. Staden är belägen på en höjd vid Ganges högra strand, mittemot Gandaks mynning. Folkmängden uppgick till cirka 1,7 miljoner invånare vid folkräkningen 2011. Storstadsområdet beräknades ha cirka 2,35 miljoner invånare 2018. Den största förorten är Dinapur Nizamat.
Patna är en viktig handelsstad i östra Indien, och är betydande ur kulturell synpunkt; den som vill vallfärda till buddhismens och jainismens heliga platser i östra Indien gör det lämpligast med Patna som utgångspunkt. Även sikhismen har sina heliga platser i Patnas närhet då deras tionde ledare, Guru Gobind Singh, föddes här. De gamla stadsdelarna är omgiven av en mur.

## Historia
Tidigare namn på staden har varit Kusumpur, Pushpapur, Pataliputra och Azeemabad. Under äldre tid var Patna en vacker stad med en mängd palats, tempel och moskéer och med minst 350 000 invånare. 1911 hade staden 136 153 invånare och var då illa byggd och smutsig. Britterna upprättade här ett faktori omkring 1615, senare även danskar och holländare. Från 1763 tillhörde staden och landet britterna.

## Den historiska staten Patna
Vasallstaten Patna i Brittiska Indien låg i divisionen Orissa, omkring floden Mahanadi. Yta 6 213 km² med 408 716 invånare vid folkräkningen 1911, vilka nästan alla talade oriya. Huvudstad var Bolangir, 3 706 invånare 1901. Staden Patna fanns ej här, utan i distriktet Patna (se nedan).

## Den historiskadivisionenPatna
Patna var en "division" i Bihar (senare provinsen Bihar-Orissa), med en yta av 28 888 km² och 5 634 789 invånare 1911, varav 5 100 127 hinduer, 523 515 muslimer och 3 634 kristna. Landet var en fruktbar, av Ganges genomfluten, slätt. För konstgjord bevattning fanns flera kanaler. Ris, korn, hirs, indigo och bomull var de viktigaste åkerbruksprodukterna. Divisionen, som 1908 fick sin slutliga utsträckning, hade förut 7 distrikt: Patna, Gayā, Shahabad, Saran, Champaran, Muzaffarpur och Darbhanga, men efter ombildningen 1908 endast med de tre första söder om Ganges, i det de fyra andra förenades till en ny division, Tirhut.